# Lučina (Frýdek-místeki járás)
Lučina település Csehországban, a Frýdek-místeki járásban. Lučina Soběšovice, Horní Domaslavice, Žermanice, Bruzovice és Dolní Domaslavice településekkel határos. Lakosainak száma 1595 fő (2024. január 1.).

## Népesség
A település lakosságának változását az alábbi diagram mutatja:
| Lakosok száma | 218  | 167  | 162  | 118  | 1062 | 1139 | 1367 | 1400 | 1487 | 1595 |
|               | 1869 | 1890 | 1921 | 1950 | 1980 | 2001 | 2017 | 2019 | 2022 | 2024 |